# Dvorjanskoe gnezdo (film 1914)
Dvorjanskoe gnezdo (Дворянское гнездо) è un film del 1914 diretto da Vladimir Rostislavovič Gardin e tratto dal romanzo di Ivan Turgenev.